# Kwágu7lh
Kwágu7lh (Kwagu'ł, Kwagu'l, Kwakiutl), Kwakiutl (Kwakwaka'wakw) Indijanci u pravom smislu riječi, po kojima su sve ostale Kwakiutl skupine dobili ime. Nastanjeni su na otoku Vancouver u Britanskoj Kolumbiji, Kanada, poglavito u Tsaxisu (Fort Rupert). 
Uključuju podskupine Guetela, Komkutis (Komkiutis), Komoyue (Komoyoi, Kweeha), Matilpe (selo Etsekin, na Havannah Channel), i Walas Kwakiutl (Lakwilala). Govore jezikom Kwak'wala.